# Uma Tolu
Uma Tolu (Umatolu, Tetum für „Drei Häuser“) ist ein osttimoresischer Suco im Verwaltungsamt Lacluta (Gemeinde Viqueque).

## Geographie

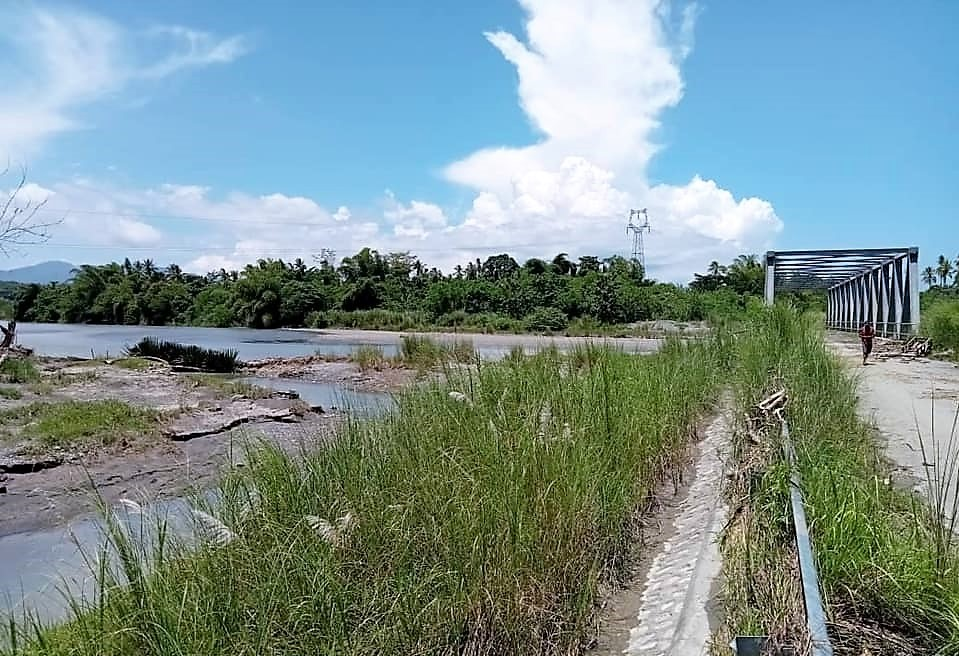
Brücke über den Mota Welolo in Uma Tolu

Vor der Gebietsreform 2015 hatte Uma Tolu eine Fläche von 15,18 km². Nun sind es 15,72 km². Der Suco liegt im Südosten des Verwaltungsamts Lacluta. Nordwestlich befindet sich der Suco Ahic, nördlich der Suco Dilor. Im Süden grenzt Uma Tolu an den Suco Luca und im Osten an den Suco Bahalarauain (beide Verwaltungsamt Viqueque). Die gesamte Westgrenze entlang fließt der Luca.
Im Südosten liegt am Ufer des Lucas ein größeres Siedlungszentrum, dass aus den Ortsteilen Uma Tolu, Ai Sucu Nuc (Aisucunuc), Data Metan (Datametan), Fahi Lain (Fahilain) und Tali Oan (Talioan) besteht. Etwas nördlich liegt der Ort Crarec Maruc (Crarec Maroc, Clarecmaruc). Der Ort Uma Tolu liegt im Westen des Sucos, auf einer Meereshöhe von 203 m, direkt am Ufer des Flusses Luca (Mota Welolo). Hier befindet sich die Grundschule des Sucos.
Im Suco befinden sich die fünf Aldeias Ai Sucu Nuc, Crarec Maruc, Data Metan, Fahi Lain und Tali Oan.

## Einwohner
In Uma Tolu leben 1.665 Einwohner (2022), davon sind 855 Männer und 810 Frauen. Im Suco gibt es 326 Haushalte. Fast 95 % der Einwohner geben Tetum Terik als ihre Muttersprache an. Über 2 % sprechen Midiki, kleine Minderheiten Tetum Prasa, Makasae oder Habun.

## Geschichte
Ende 1979 befand sich in Uma Tolu ein indonesisches Lager für Osttimoresen, die zur besseren Kontrolle von den Besatzern umgesiedelt werden sollten. 1982 wurden die Einwohner von Uma Tolu erst nach Dilor und dann nach Uma Lor im Suco Luca zwangsdeportiert.
Am 21. August 1999 kam es im Rahmen der Krise in Osttimor zu einer Schießerei in Uma Tolu, wenige Tage vor dem Unabhängigkeitsreferendum. Am 22. August umzingelten indonesische Soldaten mehrere Flüchtlinge im Gemeindehaus, nah am Fußballplatz. Ein Dorfbewohner wurde angeschossen, neun weitere ebenfalls verletzt. Mehrere Häuser wurden niedergebrannt, darunter auch das Haus des Schulleiters, der Jugendliche in einer Anti-Milizen-Wachtruppe organisiert hatte. 260 Menschen flohen aus den Ort. Milizen errichteten im Suco Straßensperren.

## Politik
Bei den Wahlen von 2004/2005 wurde Celestino S.P. zum Chefe de Suco gewählt. Bei den Wahlen 2009 gewann Henrique Joaquim Fernandes Lobo und 2016 Henrique José Francisco Lobo Campos.